# Zminec
Zminec – wieś w Słowenii, w gminie Škofja Loka. W 2018 roku liczyła 543 mieszkańców.